# Kawasaki ER-6n
Kawasaki ER-6n – japoński motocykl typu naked bike produkowany w latach 2006–2016 przez firmę Kawasaki. Model doczekał się dwóch modernizacji: w 2009 i 2012.

## Omówienie
Kawasaki ER-6n zastąpił w 2006 w ofercie producenta ER-5 jako średniej wielkości naked, mimo posiadania jednostki napędowej o pojemności skokowej większej aż o 150 cm³, generującej 22 KM więcej od poprzednika. Motocykl występuje też w wersji z owiewkami pod nazwą Kawasaki ER-6f (od fairings – ang. owiewki), a ten sam silnik trafił do modeli Versys 650 i Vulcan S.
Dzięki równemu oddawaniu mocy, sporej zwrotności i niewielkich wymiarów motocykl bardzo dobrze sprawuje się w mieście i jest polecany początkującym motocyklistom. ER-6n był jednym z pojazdów egzaminacyjnych w ośrodkach ruchu drogowego.

## Pierwsza generacja, model 2006-2008
Kod fabryczny: ER650A
Pierwsza generacja Kawasaki ER-6n. W trakcie debiutu motocykl wyróżniał się ramą, sprężyną tylnego zawieszenia oraz przednim widelcem malowanym w kolorze złoty lub ciemnoczerwony. Również cechą charakterystyczną Kawasaki ER-6n pierwszej generacji jest silnik zawsze koloru srebrnego.

## Druga generacja, model 2009-2011
Kod fabryczny: ER650C
W 2009 Kawasaki ER-6n przeszło pierwszy facelifting. Od tego momentu silniki były malowane na czarno. Od tej generacji spotkamy również tylną lampę wykonaną w technologii LED. Modernizacji uległ zestaw wskaźników w których prędkościomierz jest analogowy, a obrotomierz ciekłokrystaliczny. Nowe są m.in. przednia lampa, dolna osłona kolektorów (tzw. pług), przednie kierunkowskazy na bocznych osłonach zostają nieco wydłużone, uchwyty dla pasażera zostają umieszczone niżej, użyto gumowych podkładek stabilizujących silnik w celu zredukowania wibracji całego motocykla.

## Trzecia generacja, model 2012-2016
Kod fabryczny: ER650E
W 2012 Kawasaki przedstawiło drugi facelifting modelu ER-6n. Zmieniła się przede wszystkim rama wykonana z podwójnej rury, kierunkowskazy przednie już nie są umieszczone w bocznych owiewkach, lecz klasycznie, przy czaszy przedniej lampy, inny kształt dolnej osłony kolektora oraz tłumika, kanapa od teraz jest dwuczłonowa oddzielna dla kierowcy i pasażera, tylny wahacz ma nowocześniejszy wygląd. Pojemność zbiornika paliwa wzrosła o 0,5l (do 16 litrów). Zmalał stopień kompresji (z 11,3 na 10.8) oraz moment obrotowy silnika (z 66 Nm na 64 Nm) przy nie zmienionej mocy maksymalnej.

## Dane techniczne/osiągi

### Silnik
- Układ zasilania: Wtrysk paliwa: ø38 mm x 2 (Keihin)
- Zapłon: Elektroniczny
- Rozrusznik: Elektroniczna
- Smarowanie: Smarowanie wymuszone, misa pół-sucha
- Typ silnika: Chłodzony cieczą, 4-suwowy, rzędowy 2-cylindrowy
- Pojemność silnika: 649 cm³
- Średnica x skok tłoka: 83.0 × 60.0 mm
- Stopień sprężania: 11,3:1 do 2011, 10.8:1 od 2012[7]
- Układ rozrządu/liczba zaworów: DOHC, 8 zaworów

### Rama
- Typ ramy: Rama obwodowa, ze stali o wysokiej wytrzymałości
- Kąt pochylenia główki ramy: 25°
- Wyprzedzenie: 102 mm (do 2011), 110 mm (od 2012)[7]
- Kąt skrętu, lewy/prawy: 35°/35°

### Hamulce
- Przód: Podwójna 300 mm tarcza pół-pływająca o obrysie falistym z podwójnym zaciskiem tłoczkowym
- Tył: Pojedyncza 220 mm tarcza o obrysie falistym z pojedynczym zaciskiem tłoczkowym
- ABS jako opcjonalne wyposażenie

### Zawieszenie
- Przód: 41 mm widelec teleskopowy o skoku 120 mm (do 2011) / 125 mm (od 2012)[7]
- Tył: Bocznie umieszczony pojedynczy amortyzator z regulacją napięcia wstępnego o skoku 125 mm (do 2011) / 130 mm (od 2012)[7]

### Wymiary[7]
|                    | 2006-2008          | 2009-2011          | 2012-2016          |
| Długość            | 2100 mm            | 2100 mm            | 2110 mm            |
| Szerokość          | 760 mm             | 760 mm             | 760 mm             |
| Wysokość           | 1095 mm            | 1100 mm            | 1110 mm            |
| Rozstaw osi        | 1405 mm            | 1405 mm            | 1410 mm            |
| Prześwit           | 140 mm             | 140 mm             | 130 mm             |
| Wysokość siedzenia | 785 mm             | 785 mm             | 805 mm             |
| Pojemność baku     | 15,5l              | 15,5l              | 16l                |
| Masa na mokro      | 196 (202 z ABS) kg | 200 (204 z ABS) kg | 204 (206 z ABS) kg |

## Wersje kolorystyczne w poszczególnych latach
|                | 2006 | 2007 | 2008 | 2009 | 2010 | 2011 | 2012 | 2013 | 2014 | 2015 | 2016 |
| czarny         | X    | X    | X    | X    | X    | X    | X    | X    | X    | X    |      |
| żółty          | X    | X    |      |      |      |      | X    |      |      |      |      |
| srebrny        | X    | X    |      |      |      |      |      |      |      |      |      |
| pomarańczowy   |      | X    |      | X    | X    |      |      |      |      |      |      |
| zielony        |      |      | X    |      |      | X    |      | X    | X    |      |      |
| niebieski      |      |      | X    |      |      |      |      |      |      |      |      |
| zielono-czarny |      |      |      |      | X    |      |      |      |      | X    | X    |
| biały          |      |      |      |      | X    | X    | X    |      | X    |      |      |
| czerwony       |      |      |      |      |      |      |      | X    |      |      |      |
| biało-czarny   |      |      |      |      |      |      |      |      |      | X    | X    |
| szaro-czarny   |      |      |      |      |      |      |      |      |      |      | X    |